# Pařížský salám
Pařížský salám je druh měkkého tyčového salámu. Poctivý výrobek se skládá z jedné třetiny hovězího masa, 40 % vepřového masa 20 % syrového hřbetního sádla (špeku) krájeného na kostky. Salám se plní do hovězích střev.
Pařížský salám se ještě na počátku 90. let 20. století vyráběl dle normy ČSN 57 7241, která byla schválená roku 1978.